# Comuna Zelenîi Hai, Zalișciîkî
Zelenîi Hai (în ucraineană Зелений Гай) este o comună în raionul Zalișciîkî, regiunea Ternopil, Ucraina, formată din satele Peciorna și Zelenîi Hai (reședința).

## Demografie
Componența lingvistică a comunei Zelenîi Hai
     Ucraineană (99,27%)
     Alte limbi (0,54%)
Conform recensământului din 2001, majoritatea populației comunei Zelenîi Hai era vorbitoare de ucraineană (99,27%), existând în minoritate și vorbitori de alte limbi.